# آبچلیک خالدار
آبچلیک خالدار (نام علمی: Actitis macularius) نام یک گونه از سرده آبچلیک‌های آوازخوان است.

## نگارخانه

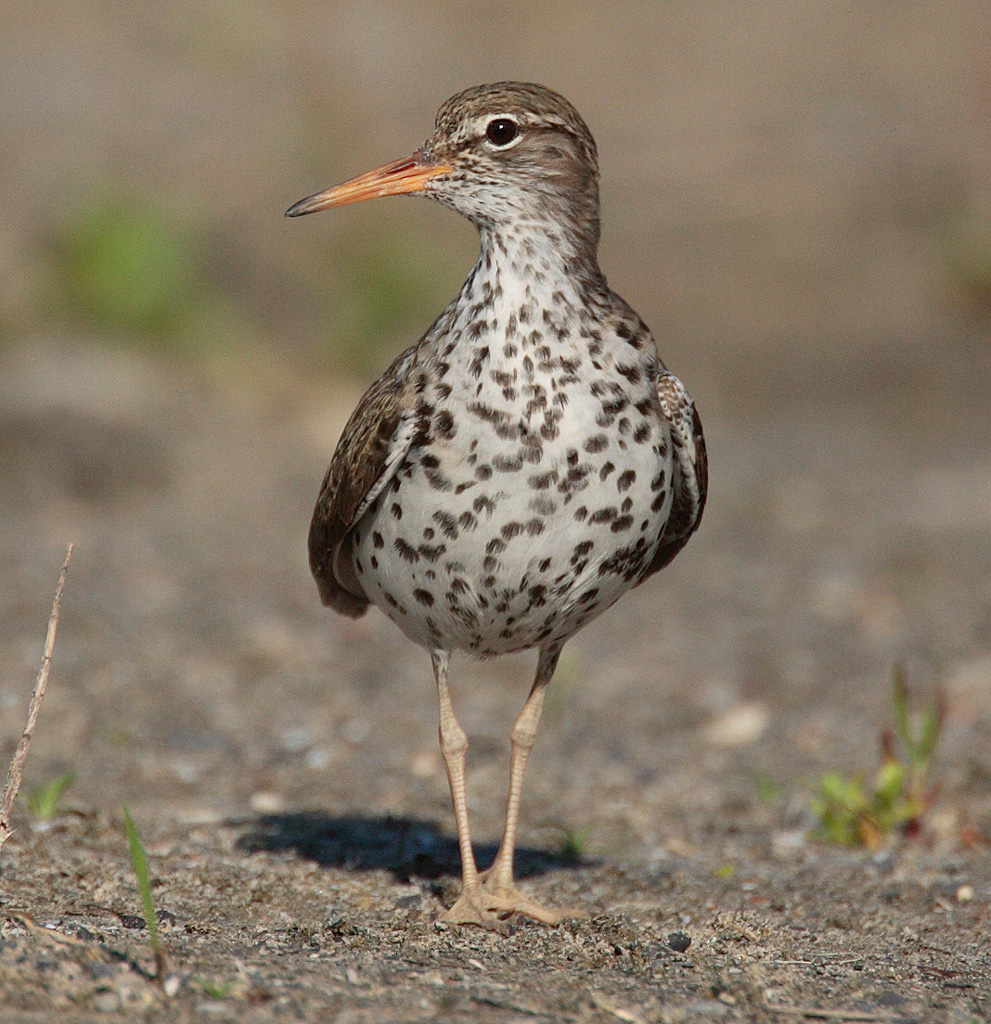
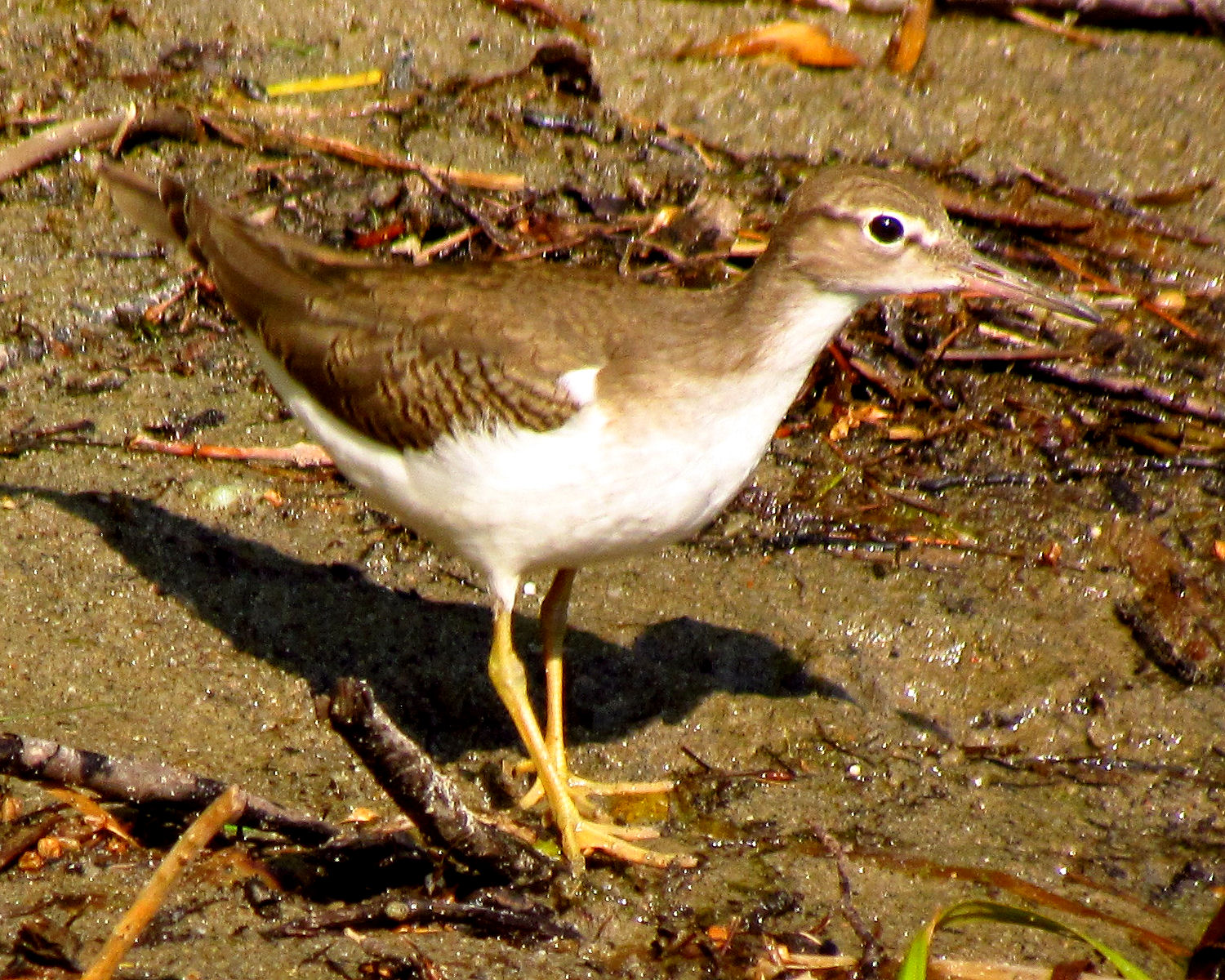
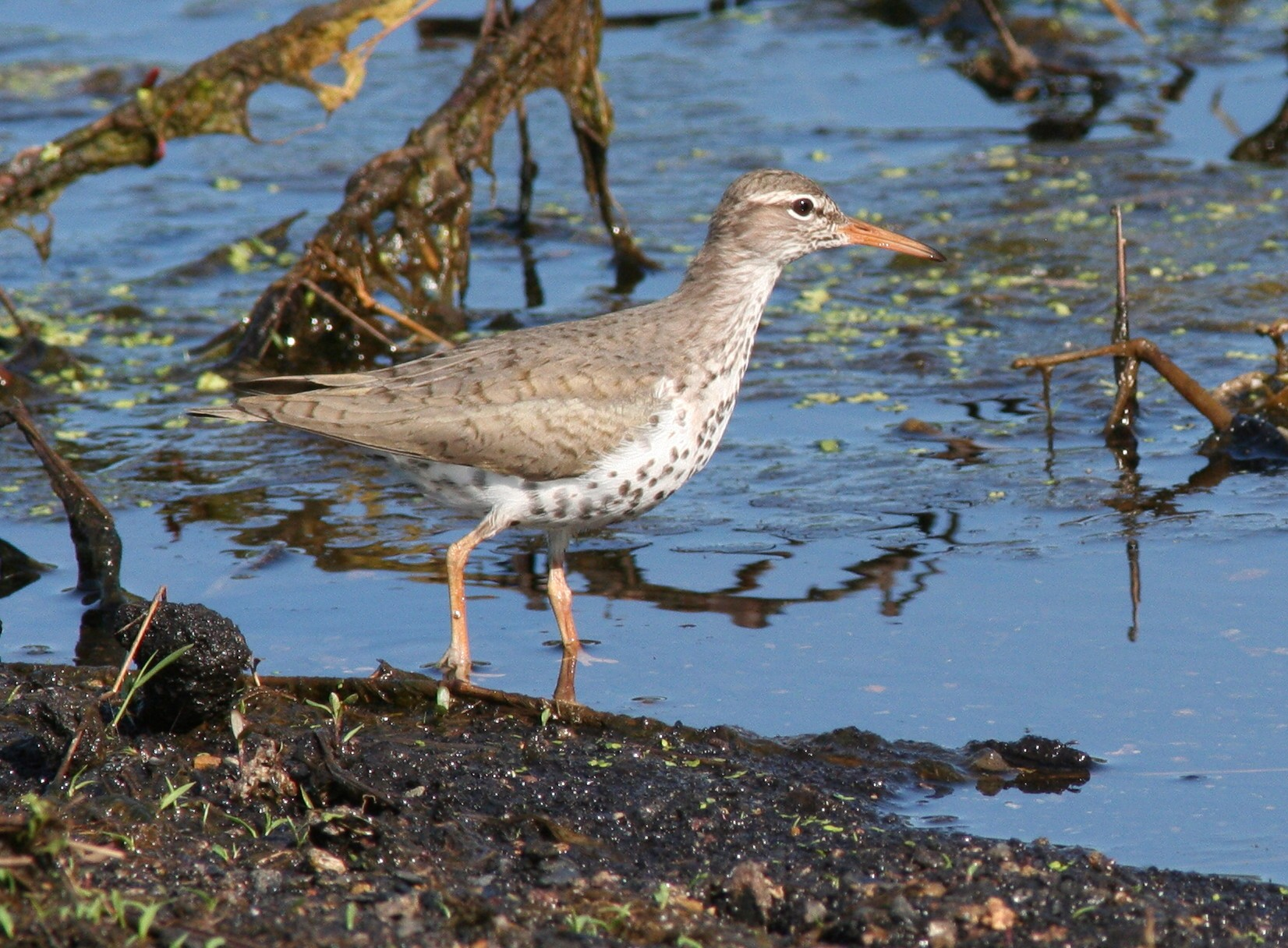
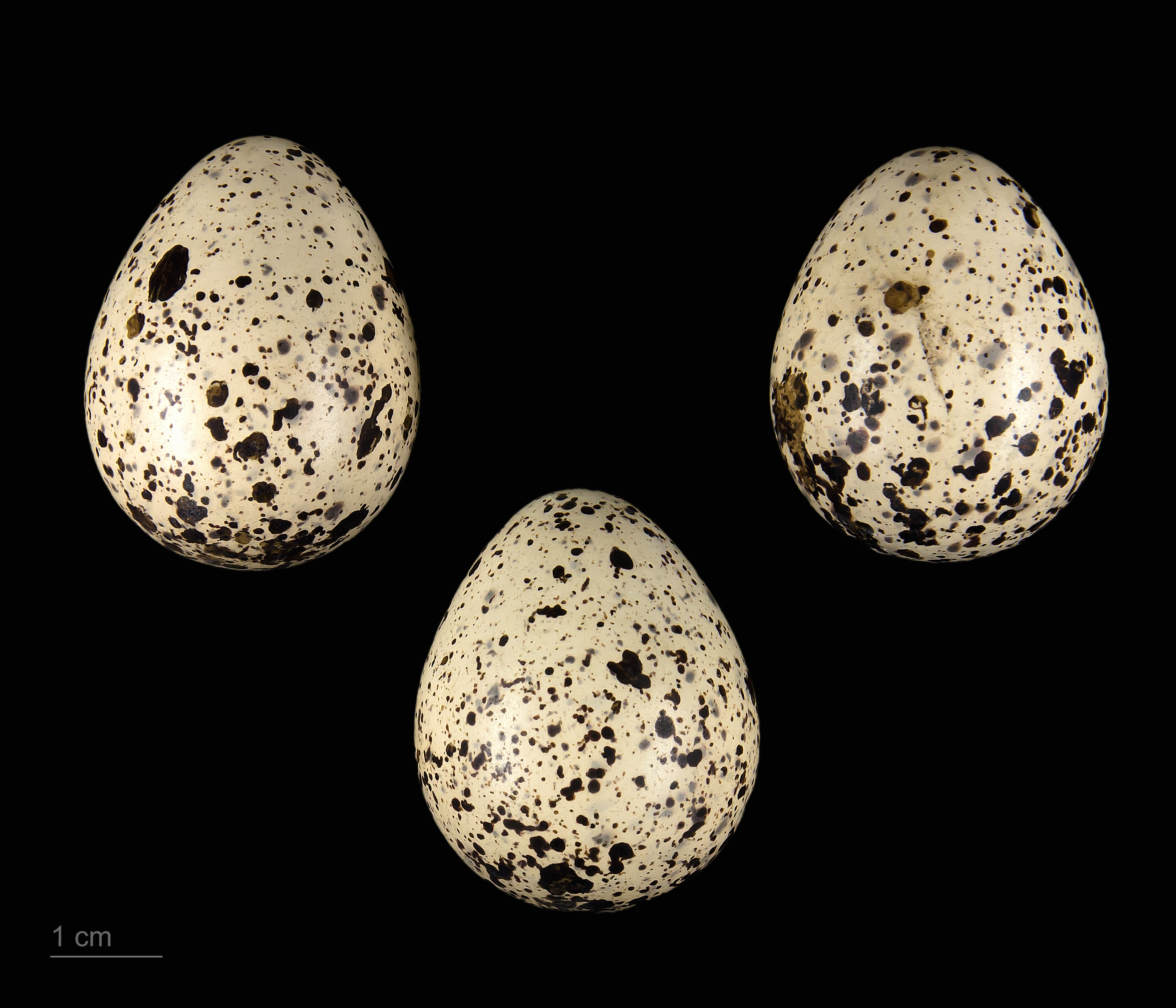
Museum specimen